# Eurithia argyrocephala
Eurithia argyrocephala là một loài ruồi trong họ Tachinidae.